# Bàrbiton
El bàrbiton o bàrbitos (en grec, βάρβιτον o βάρβιτος; en llatí barbitus), és un antic instrument de corda conegut per les literatures clàssiques grega i romana que s'assembla a la lira. L'instrument grec pertany a la família de la cítara, però durant l'edat mitjana es va emprar el mateix nom per referir-se a un instrument diferent varietat del llaüt. L'instrument es relaciona amb el culte dionisíac, déu de la luxúria i les festes, i també amb el món lèsbic.